# Luíza Tomé
Luíza Francineide Coutinho Tomé, née le 10 mai 1961 à Distrito de São Bento da Amontada,, alors Itapipoca,,, est une actrice brésilienne.

## Vie personnelle
Elle a été mariée à l'homme d'affaires Adriano Facchini, dont elle s'est séparée en janvier 2012, après 17 ans de mariage, et avec qui elle a eu trois enfants : Bruno, Adriana et Luigi.

## Filmographie
| Année | Titre                       | Rôle                                  | Notes                             |
| ----- | --------------------------- | ------------------------------------- | --------------------------------- |
| 1984  | Corpo a Corpo               | Alice Gouveia                         |                                   |
| 1989  | Tieta                       | Carolina (Carol)                      |                                   |
| 1990  | Riacho Doce                 | Francisca                             |                                   |
| 1992  | Pedra sobre Pedra           | Vida                                  |                                   |
| 1992  | Você Decide                 |                                       | Épisode: "A Cantada"              |
| 1992  | Especial Leandro & Leonardo |                                       | Spécial fin d'année               |
| 1993  | Você Decide                 | Vanete                                | Épisode: "Se Acaso Você Chegasse" |
| 1993  | Fera Ferida                 | Maria dos Remédios                    |                                   |
| 1994  | Você Decide                 |                                       | Épisode: "A Expulsão do Paraíso"  |
| 1995  | Pátria Minha                | Isabel Nogueira                       | [ 7 ]                             |
| 1995  | Você Decide                 |                                       | Épisode: "Pela Estrada da Vida"   |
| 1996  | Quem É Você?                | Cíntia Tavares                        |                                   |
| 1996  | Você Decide                 |                                       | Épisode: "A Pequena Herdeira"     |
| 1997  | A Indomada                  | Scarleth Williams Mackenzie Pitiguary |                                   |
| 1998  | Você Decide                 |                                       | Épisode: "Don Juan do Rio"        |
| 1999  | Você Decide                 | Eleuzina                              | Épisode: "O Califa de Caruaru"    |
| 1999  | Vila Madalena               | Raquel                                |                                   |
| 2001  | Porto dos Milagres          | Rosa Palmeirão                        |                                   |
| 2001  | Sai de Baixo                | Bia                                   | Épisode: "A Mandinga do Tempo"    |
| 2002  | Brava Gente                 | Lola                                  | Épisode: "O Enterro da Cafetina"  |
| 2004  | Começar de Novo             | Lúcia Borges                          |                                   |
| 2006  | Cidadão Brasileiro          | Tereza Castro                         |                                   |
| 2007  | Luz do Sol                  | Maria Stella Alcântara Diniz          |                                   |
| 2008  | Os Óculos de Pedro Antão    | Dona Camila                           | Spécial fin d'année               |
| 2009  | Bela, a Feia                | Samantha di Freitas                   |                                   |
| 2012  | Máscaras                    | Geraldine Aidan                       |                                   |
| 2013  | Dona Xepa                   | Meg Pantaleão                         |                                   |
| 2013  | Casamento Blindado          | Edna                                  | Spécial fin d'annéeo              |
| 2014  | Milagres de Jesus           | Carmela                               | Épisode: "Milagres em Genesaré"   |
| 2016  | Escrava Mãe                 | Rosalinda Pavão                       |                                   |
| 2017  | Apocalipse                  | Letícia                               |                                   |